# Haematopota gresitti
Haematopota gresitti är en tvåvingeart som beskrevs av Philip 1963. Haematopota gresitti ingår i släktet Haematopota och familjen bromsar. Inga underarter finns listade i Catalogue of Life.